# ARA San Luis (1973)
ARA San Luis (S-32) – argentyński okręt podwodny z lat 70. XX wieku, jedna z dwóch zakupionych przez Argentynę niemieckich jednostek typu 209/1200. Okręt został zbudowany w stoczni Howaldtswerke-Deutsche Werft w Kilonii, po czym przewieziony w sekcjach do argentyńskiej stoczni Tandanor w Buenos Aires, gdzie zwodowano go 3 kwietnia 1973 roku. Jednostkę przyjęto do służby w Armada de la República Argentina 24 maja 1974 roku. W czasie służby „San Luis” wziął między innymi udział w argentyńsko-brytyjskim konflikcie o Falklandy, w trakcie którego był jednym z dwóch argentyńskich okrętów podwodnych prowadzących operacje podwodne. Mimo przeprowadzenia kilku ataków na brytyjskie okręty podwodne i nawodne, jednostka nie odniosła sukcesu. Bezskuteczne okazały się również brytyjskie kontrataki na argentyńską jednostkę. Okręt wycofano ze służby w kwietniu 1997 roku.

## Projekt i budowa
ARA „San Luis” jest jednym z kilkudziesięciu zbudowanych okrętów niemieckiego eksportowego typu 209, zaprojektowanego w biurze konstrukcyjnym Ingenieurkontor Lübeck. Okręt należy do drugiej serii jednostek (projekt o sygnaturze IK 68), nazwanej na podstawie przybliżonej wyporności 209/1200, przedłużonej o 1,6 metra w stosunku do pierwszych okrętów.
Jednostka została zamówiona przez rząd Argentyny w 1968 roku i zbudowana w stoczni Howaldtswerke-Deutsche Werft w Kilonii, po czym przewieziono ją w sekcjach do argentyńskiej stoczni Tandanor w Buenos Aires (numer budowy A 30). Stępkę okrętu położono 1 października 1970 roku, a zwodowany został 3 kwietnia 1973 roku .

## Dane taktyczno–techniczne
„San Luis” był średniej wielkości okrętem podwodnym konstrukcji jednokadłubowej o długości całkowitej 55,9 metra, szerokości 6,25 metra i zanurzeniu 5,5 metra . Kadłub miał średnicę 6,25 metra, a wysokość (od stępki do szczytu kiosku) wynosiła 11,3 metra. Wyporność w położeniu nawodnym wynosiła 1158 ton (bez zbiorników balastowych), a w zanurzeniu 1268 ton. Okręt napędzany był na powierzchni i w zanurzeniu przez dwustojanowy silnik elektryczny Siemens o mocy 5000 KM (3680 kW) przy 200 obr./min, zasilany z czterech baterii akumulatorów po 120 ogniw o łącznej pojemności 11 500 Ah, ładowanych przez generatory AEG o mocy po 550 KM, poruszane czterema czterosuwowymi, 12-cylindrowymi silnikami wysokoprężnymi MTU 12V 493 TY60 o mocy 600 KM przy 1450 obr./min każdy . Jednowałowy układ napędowy pozwalał osiągnąć prędkość 11,5 węzła na powierzchni i 22 węzły w zanurzeniu (na chrapach 12 węzłów). Zasięg wynosił 6000 Mm przy prędkości 8 węzłów na chrapach (lub 11 300 Mm przy prędkości 4 węzłów) i 400 Mm przy prędkości 4 węzłów w zanurzeniu. Ster krzyżowy, umiejscowiony przed pięciołopatową śrubą napędową. Zbiorniki mieściły maksymalnie 85 ton paliwa. Oprócz tego okręt zabierał 4 tony oleju smarowego, 31 ton wody sanitarnej i 19 ton wody pitnej. Dopuszczalna głębokość zanurzenia wynosiła 250 metrów, a autonomiczność 40 dób.
Okręt wyposażony był w osiem dziobowych wyrzutni torped kalibru 533 mm, z łącznym zapasem 14 torped . Wyposażenie radioelektroniczne obejmowało radar nawigacyjny Thomson-CSF Calypso II, telefon podwodny UT-Anlage, system kierowania ogniem (przelicznik torpedowy) H.S.A. Mk 8 Mod 24, sonar STN Atlas CSU-3, sonar pasywny DUUG-1D i bierne urządzenie pomiaru odległości Thomson Sintra DUUX-2C . Prócz tego okręt posiadał dwa peryskopy, dwie tratwy ratunkowe, kotwicę i pętlę demagnetyzacyjną MES-Anlage.
Załoga okrętu składała się z 5 oficerów oraz 26 podoficerów i marynarzy.

## Służba
24 maja 1974 roku jednostkę pod nazwą ARA „San Luis” przyjęto do służby w Armada de la República Argentina. Okręt otrzymał numer taktyczny S-32.

### Konflikt falklandzki
W przeciwieństwie do bliźniaczej jednostki „Salta”, „San Luis” wziął aktywny udział w argentyńsko-brytyjskim konflikcie o Falklandy. Dowódcą jednostki był w tym czasie kmdr por. (capitán de fragata) Fernando Azcueta. Okręt wyszedł na patrol w drugim tygodniu kwietnia 1982 roku, mając na pokładzie 10 torped SST-4 oraz 14 torped Mark 37. Jego rejonem operacyjnym był obszar na północ od Falklandów, gdzie miał atakować okręty brytyjskie według zasad ustalonych przez obowiązujące go zasady użycia broni (rules of engagement – RoE). W trakcie tego patrolu okręt przeprowadził trzy ataki torpedowe: dwa z użyciem przeznaczonych do ataku na jednostki nawodne niemieckich torped SST-4 oraz jeden atak przy użyciu amerykańskiej torpedy przeciwpodwodnej Mark 37. Celem pierwszych ataków przeprowadzonych 1 maja 1982 roku były średniej wielkości jednostki brytyjskie wyposażone w helikoptery ZOP: fregata rakietowa HMS „Brilliant” oraz fregata HMS „Yarmouth”. Oba ataki nie przyniosły powodzenia, a okręty brytyjskie przypuściły trwający 20 godzin kontratak za pomocą bomb głębinowych oraz co najmniej jednej torpedy. Drugi atak argentyńskiego okrętu, którego celem był okręt podwodny, został przeprowadzony 8 maja. 12 minut po odpaleniu przeciwpodwodnej torpedy Mk 37, z kierunku celu słyszalny był odgłos eksplozji, jednakże Wielka Brytania nigdy nie potwierdziła straty okrętu podwodnego, toteż przypuszcza się, że torpeda mogła eksplodować uderzając w dno. Ostatni atak miał miejsce 10 maja – podobnie jak poprzednie przeprowadzony został bez użycia peryskopu. Jego celami były fregaty rakietowe HMS „Arrow” i HMS „Alacrity”, przy czym atak na każdy z okrętów nastąpił przy użyciu jednej torpedy na jeden cel. Podobnie jak poprzednie, także ten atak nie przyniósł sukcesu, mimo że na atakującym okręcie usłyszano niewielką eksplozję z kierunku celu 6 minut po odpaleniu torpedy. Co istotne, po wciągnięciu przez HMS „Arrow” jej holowanej przynęty przeciwtorpedowej okazało się, że urządzenie jest zniszczone. Zostało to uznane za dowód, iż brytyjska pułapka zadziałała i zwiodła układ naprowadzania torpedy SST-4. Atak na drugi okręt brytyjski został przeprowadzony w sytuacji szybko zwiększającej się odległości między „San Luis” a celem, w związku z czym przyczyną jego bezskuteczności było prawdopodobnie wyjście HMS „Alacrity” poza zasięg torpedy. 19 maja okręt powrócił do bazy w Puerto Belgrano po 40-dniowym rejsie bojowym, przebywając podczas niego w zanurzeniu przez 864 godziny.

### Koniec służby
W 1985 roku jednostkę przeniesiono do rezerwy. W 1992 roku „San Luis” rozpoczął w krajowej stoczni Astilleros Domecq García w Buenos Aires modernizację, mającą obejmować m.in. wymianę silników, wyposażenia elektronicznego oraz uzbrojenia . W styczniu 1997 roku wstrzymano prace i nigdy ich nie ukończono. W kwietniu 1997 roku jednostka została wycofana ze służby i zakonserwowana . Skanibalizowany okręt istniał jeszcze w 2011 roku.